# Arthur Tell Schwab
Arthur Tell Schwab (Börtewitz, 4 de septiembre de 1896 - † Siglingen, 27 de febrero de 1945) fue un atleta suizo aunque nacido en Alemania, especializado en marcha atlética.
Ganó la medalla de plata en la especialidad de 50 kilómetros marcha en el Campeonato Europeo de Atletismo de 1934. Dos años más tarde, con motivo de los Juegos Olímpicos de Berlín de 1936 ganó otra medalla de plata en la misma distancia.
Anteriormente había participado en dos ocasiones en unos Juegos Olímpicos, concretamente en los 10 km marcha de los Juegos Olímpicos de París de 1924 (5º puesto), y en los de 50 km de los Juegos Olímpicos de Los Ángeles de 1932, donde no pudo terminar la carrera.
Su mejor marca personal en la distancia de los 10 km marcha fue de 46:02 conseguida en el año 1936 y en 50 km de 4h31:32, conseguida en 1935
Padre del también marchador olímpico Fritz Schwab, que participó en los 10 km marcha en los Juegos Olímpicos de Londres de 1948, donde ganó la medalla de bronce. Cuatro años más tarde, en 1952, subió de nuevo al podio en los Juegos Olímpicos de Helsinki, consiguiendo en esta ocasión la medalla de plata.